# Karl Mannheim
Karl Mannheim (nascut Károly Manheim, Budapest, 27 de març de 1893 - Londres, 9 de gener de 1947) fou un sociòleg alemany influent durant la primera meitat del segle xx. Va ser el pare fundador de la sociologia clàssica, així com de la idea de la sociologia del coneixement. Mannheim és conegut per "Ideologia i Utopia" (1929) en què argumenta que les ideologies són representatives de la veritable naturalesa d'una societat i que, en intentar aconseguir una utopia, els dogmes de la ideologia afecten la integritat intel·lectual de les teories de la filosofia i les teories de la història.

## Biografia
Karl Mannheim va néixer el 27 de març de 1893 a Budapest, de pares jueus. Va estudiar filosofia i literatura comparada a la Universitat de Budapest.
Durant el breu període de la República Soviètica Hongaresa, el 1919, va impartir classes a una escola de formació del professorat gràcies al patrocini del seu amic i mentor György Lukács, la conversió política del qual al comunisme no va compartir. Malgrat el fet que Mannheim no compartia la ideologia comunista, es va veure obligat a l'exili després de l'ascens de Horthy com a Regent d'Hongria. Mannheim va triar l'exili a Alemanya i hi va residir entre 1920-1933.
El 1921, es va casar amb la psicòloga Juliska Károlyné Lang, més coneguda com a Julia Lang. Tot i que sovint no és prou reconeguda, Lang va col·laborar amb Mannheim en moltes de les seves obres i, juntament amb altres estudiants de Mannheim, va reunir part de les seves obres per publicar-les pòstumament.
Després d'un intent infructuós d'ensenyar filosofia a Heidelberg, Mannheim va començar a treballar el 1924 amb el sociòleg alemany Alfred Weber, germà del conegut sociòleg Max Weber. El 1926, Mannheim va acceptar la seva habilitació per a la facultat de ciències socials, satisfent així els requisits per impartir classes de sociologia a Heidelberg. De 1929 a 1933, va exercir de professor de sociologia i economia política a la Universitat Johann Wolfgang Goethe de Frankfurt am Main. Norbert Elias i Hans Gerth van treballar com a ajudants seus des de la primavera de 1930 fins a la primavera de 1933.
El 1933, Mannheim va ser expulsat de la docència degut a la legislació antijueva i es va veure obligat a exiliar-se. Després de fugir del règim nazi i establir-se a la Gran Bretanya, Mannheim es va convertir en professor de Sociologia a la London School of Economics, en el marc d'un programa d'assistència als exiliats acadèmics, fins a la seva mort.
El 1941, Sir Fred Clarke, director de l'Institut d'Educació de la Universitat de Londres, el va convidar a ensenyar sociologia a temps parcial. El gener de 1946 va ser nomenat primer professor de sociologia a l'Institut d'Educació, càrrec que va ocupar fins a la seva mort a Londres un any després. Durant el seu temps a Anglaterra, Mannheim va tenir un paper destacat a 'The Moot', un grup de discussió cristià del qual T.S. Eliot també va ser un membre preocupat pel paper de la religió i la cultura a la societat, convocat per J. H. Oldham.
La vida de Mannheim, caracteritzada per una migració intel·lectual i geogràfica, es divideix en tres fases principals: hongaresa (fins a 1919), alemanya (1919-1933) i britànica (1933-1947). Entre els seus interlocutors més valorats hi havia György Lukács, Oszkár Jászi, Georg Simmel, Martin Heidegger, Edmund Husserl, Karl Marx, Alfred i Max Weber, Max Scheler i Wilhelm Dilthey. En la seva obra, va intentar sintetitzar diversos elements derivats de l'historicisme alemany, el marxisme, la fenomenologia, la sociologia i el pragmatisme angloamericà. Mannheim va morir el 9 de gener de 1947 a l'edat de 53 anys, a Londres.

## Obra sociològica

### Fase hongaresa (1919)
Mannheim va ser un estudiós precoç i un membre acceptat de dos influents cercles intel·lectuals a Budapest. A la tardor de 1915, va ser el membre fundador més jove del Sonntagskreis (cercle dominical) al costat de Béla Balázs, Lajos Fülep i György Lukács, on es van discutir una àmplia gamma de temes literaris i filosòfics. Alguns debats es van centrar en l'entusiasme dels diagnòstics alemanys de la crisi cultural, especialment sobre les novel·les de Fiodor Dostoievski i els escrits dels místics alemanys. L'Associació de Ciències Socials, d'altra banda, va ser fundada per Oszkár Jászi el 1919 i es va interessar sobretot per escrits sociològics anglesos i francesos. Els escrits hongaresos de Mannheim, sobretot la seva tesi doctoral "Anàlisi Estructural de l'Epistemologia", preveuen la seva futura recerca per a elaborar una "síntesi" entre aquests corrents.
Segons el sociòleg Longhurst, el Sonntagskreis "va rebutjar qualsevol comprensió positivista o mecanicista de la societat i no estava satisfet amb la situació política existents a Hongria. El camí a seguir es podia fer a través de la renovació espiritual que comportava una revolució en la cultura".] Els membres del grup estaven descontents amb la composició política i intel·lectual d'Hongria, no obstant això, "van rebutjar una crítica marxista materialista a aquesta societat. Hongria havia de canviar a través d'una renovació espiritual dirigida per aquells que havien assolit un nivell important de consciència cultural". Tanmateix, no van excloure els temes marxistes i l'obra de Mannheim es va veure influenciada pels interessos marxistes de Lukacs, ja que considerava Marx com el precursor de la sociologia del coneixement.

### Fase alemanya (1919-1933)
Aquest va ser el període més productiu de Mannheim, ja que va passar de la filosofia a la sociologia per indagar sobre les arrels de la cultura. A la primera part de la seva estada a Alemanya, Mannheim va publicar la seva tesi doctoral "Anàlisi Estructural de l'Epistemologia", que tracta la seva teoria de l'estructura de l'epistemologia, les "relacions entre el conegut, el conegut i el que es coneix ... per a Mannheim. en psicologia, lògica i ontologia ”. El sociòleg Brian Longhurst explica que el seu treball sobre epistemologia representa l'apogeu de la seva primera fase “idealista”i la transició cap als “problemes d'interpretació hermenèutica dins de la cultura”.
En aquest assaig, Mannheim introdueix "el problema hermenèutic de la relació entre el conjunt i les parts". Argumenta les diferències entre art, ciències naturals i filosofia "pel que fa a les afirmacions de la veritat", afirmant que la ciència sempre intenta desaprovar una teoria, on l'art no ho fa mai i pot conviure en més d'una visió del món, la filosofia es troba entre els dos extrems. Mannheim planteja el "perill del relativisme", en què un procés històric produeix productes culturals.
L'ambiciós intent de Mannheim de promoure una anàlisi sociològica integral de les estructures del coneixement va ser tractat amb sospita per marxistes i neomarxistes de l'agrupació que després va ser reconeguda com a l'antecedent de l'Escola de Frankfurt. Van veure la popularitat creixent de la sociologia del coneixement com una neutralització i una traïció a la inspiració marxista. Els debats entre Mannheim i Horkheimer es van analitzar en fòrums de professors, com el Kant Gesellschaft i el grup de discussió socialista cristià de Paul Tillich.
L'Institut de Horkheimer en aquell moment era més conegut pel treball empíric que va fomentar i diversos estudiants de doctorat de Mannheim van utilitzar els seus recursos. Si bé el diàleg entre Mannheim i Horkheimer té una mirada retrospectiva, els competidors contemporanis més actius de Mannheim eren de fet altres sociòlegs acadèmics, sobretot el professor proto-feixista de Leipzig, Hans Freyer, i el promotor de la sociologia formal i la figura líder en la professió, Leopold von Wiese.

### Fase britànica (1933–1947)
En la seva fase britànica, Mannheim va intentar una anàlisi completa de l'estructura de la societat moderna mitjançant la planificació i l'educació social democràtiques. El primer gran treball de Mannheim publicat durant aquest període va ser "Man and Society in a Age of Reconstruction" (1935), en el qual defensa un desplaçament de l'ordre liberal del capitalisme del laissez-faire, "fundat en el cicle comercial no regulat, la democràcia sense restriccions, la lliure competència i idees d'individualisme competitiu" cap a la democràcia planificada.
En "Diagnosi del nostre temps", Mannheim s'expandeix en aquest argument i expressa la seva preocupació per la transició de l'ordre liberal a la democràcia planificada, segons Longhurst, argumentant "... l'embrionària societat democràtica planificada pot desenvolupar-se a través de rutes democràtiques o dictatorials ... tal com s'expressa a les societats totalitàries de l'Alemanya nazi i la Unió Soviètica ". El seu treball va ser més admirat per educadors, treballadors socials i pensadors religiosos que per la petita comunitat de sociòlegs britànics. No obstant això, els seus llibres sobre planificació van tenir un paper important en els debats polítics dels anys immediats de la postguerra, tant als Estats Units com a diversos països europeus.

## Obres principals
- Mannheim, K. ([1922-24] 1980) Structures of Thinking. London: Routledge & Kegan Paul.
- Mannheim, K. ([1925] 1986) Conservatism. A Contribution to the Sociology of Knowledge. London: Routledge & Kegan Paul.
- Mannheim, K. (1929), Ideologie und Utopie
- Mannheim, K. ([1930] 2001) Sociology as Political Education. New Brunswick, NJ. Transaction.
- Mannheim, K. (1935 (English 1940)) Man and Society in an Age of Reconstruction. London: Routledge.
- Mannheim, K. (1936) Ideology and Utopia. London: Routledge.
- Mannheim, K. (1950) "Freedom, Power, and Democratic Planning." Oxford University Press
- Mannheim, K. (1971,1993) From Karl Mannheim. New Brunswick, NJ. Transaction.